# Bryliwka
Bryliwka (ukr. Брилівка) – osiedle typu miejskiego na Ukrainie w rejonie chersońskim obwodu chersońskiego.
W 1989 liczyła 5956 mieszkańców.